# SnoTime!
SnoTime! was een Nederlands radioprogramma van de NCRV op Radio 2, dat van 2009 tot 2010 op zater- en zondagochtend door Diana Sno werd gepresenteerd.
Vaste items in het programma waren JaapLeest en SnoCooking. Op zaterdag 25 december 2010 was de laatste uitzending van het programma.